# Строганов, Василий Андреевич
Васи́лий Андре́евич Стро́ганов (12 (24) декабря 1888, с. Дуброва, Красноярский уезд, Енисейская губерния, Российская империя — 22 апреля 1938, Архангельск, Архангельская область, РСФСР, СССР) — советский партийный и государственный деятель.

## Биография
Родился 12 (24) декабря 1888 в селе Дуброва Красноярского уезда Енисейской губернии Российской империи (ныне село не существует), в семье кустаря-кожевника. Окончил три класса городского училища в Красноярске. Работал с 1900 года, ученик слесаря в железнодорожных мастерских в Красноярске.
С 1900 по июль 1902 — мальчик сушено-пряниковой мастерской Зильмановича в городе Красноярске. В июле 1902 — январе 1905 — ученик слесаря Красноярских главных железнодорожных мастерских.
Член РСДРП с 1905 года. В 1905—1917 годах фигурирует как профессиональный революционер.
В январе 1905 — августе 1908 — политзаключенный Красноярской тюрьмы.
В августе 1908 — октябре 1909 — помощник машиниста парохода «Волга» Добровольческого флота во Владивостоке. В октябре 1909 — июне 1910 — слесарь депо узкоколейной железной дороги на станции Евгеньевка Никольско-Уссурийской железной дороги.
В июне 1910 — октябре 1914 года — машинист лесопильного завода Демидова в городе Иркутске. В октябре 1914 — феврале 1917 — машинист лесопильного завода Береснева в городе Канске Енисейской губернии.
После Октябрьской революции 1917 находится на высокопоставленной партийной и советской работе.
В феврале 1917 — июле 1918 — председатель Каннского профессионального союза металлистов, заместитель председателя Каннского городского совета Енисейской губернии. В июле — октябре 1918 — председатель Тайшетского волостного комитета РКП(б) Енисейской губернии.
В октябре 1918 — мае 1919 — рядовой красного партизанского отряда в Каннском уезде Енисейской губернии.
В мае 1919 — ноябре 1920 — председатель Иркутского городского комитета РКП(б), заместитель председателя Иркутского губернского революционного комитета. В ноябре 1920 — июне 1921 — председатель Нижнеудинского уездного комитета РКП(б) Иркутской губернии.
В июне 1921 — сентябре 1923 — ответственный секретарь Томского губкома РКП(б).
В сентябре 1923 — апреле 1925 — ответственный секретарь и председатель Сормовской районной комиссии ВКП(б) Нижегородской губернии.
В апреле 1925 — августе 1927 — ответственный секретарь Ярославского губернского комитета ВКП(б).
В августе 1927 — июле 1930 — ответственный секретарь Сталинского, в июле – сентябре 1930 — Харьковского окружных комитетов КП(б) Украины. Одновременно, 22 июля — 13 декабря 1930 — секретарь ЦК КП(б) Украины.
С 13 декабря 1930 по 12 октября 1932 — второй секретарь ЦК КП(б)У, в октябре 1932 — январе 1933 — первый секретарь Днепропетровского обкома КП(б) Украины.
В 1930—1933 — член политбюро ЦК КП(б) Украины. Был членом ВУЦИК.
В марте 1932 как второй секретарь ЦК КП(б) Украины командирован для «усиления темпов уборки семенных фондов». С 1933 на партийной советской работе в РСФСР.
В течение 1933—1934 годов — секретарь Уральского обкома ВКП(б).
В феврале 1933 — январе 1934 — 2-й секретарь Уральского областного комитета ВКП(б) в городе Свердловске. В январе 1934 — апреле 1935 — 2-й секретарь Свердловского областного комитета ВКП(б).
В октябре 1935 — августе 1937 — председатель исполнительного комитета Северного краевого (областного) совета в городе Архангельске.
Арестован 10 августа 1937 года, 22 апреля 1938 года расстрелян; реабилитирован 14 декабря 1955.